# Национальный центр физики и математики
Национальный центр физики и математики (НЦФМ) — российский научный центр, специализирующийся на фундаментальных и прикладных науках в сфере астрофизики, ядерной физики, искусственного интеллекта, суперкомпьютерных и квантовых технологий. Центр основан в 2021 году, находится в городе Саров Нижегородской области.
Учредителями Центра выступают Госкорпорация «Росатом», Российская академия наук, Министерство науки и высшего образования России, МГУ им. М. В. Ломоносова и НИЦ «Курчатовский институт».
Научный руководитель НЦФМ — Александр Сергеев (бывший глава РАН).

## История
Инициатива госкорпорации «Росатом» о создании Центра появилась в декабре 2020 года.
В августе 2021 года Кабинет министров Российской Федерации утвердил Постановление о Национальном центре физики и математики.
1 сентября 2022 года НЦФМ был торжественно открыт на территории технопарка «Саров» в Нижегородской области. 110 первых студентов приступили к обучению. Преподавательский состав — 126 человек.
Комплекс построен по проекту архитектурной группы DNK ag, которая ранее выиграла конкурс по определению архитектурно-градостроительного облика НЦФМ.

## Научно-техническое обеспечение
Научную кооперацию НЦФМ составляют более 50 ведущих научных институтов, научно-исследовательских вузов и наукоёмких компаний страны.
Научной и экспериментальной базой НЦФМ стал Российский федеральный ядерный центр — ВНИИЭФ (РФЯЦ-ВНИИЭФ, входит в Госкорпорацию «Росатом»). На территории НЦФМ строится новый комплекс из научно-исследовательских корпусов, передовых лабораторий и установок класса «миди-сайенс» (создание к 2025 году) и «мега-сайенс» (к 2030). Планируется развитие НЦФМ как «города будущего».